# Инчичян, Гукас
Гука́с Инчичя́н (арм. Ղուկաս Ինճիճեան; 1758 — 20 июня 1833) — армянский историк, географ и археолог, член конгрегации мхитаристов.

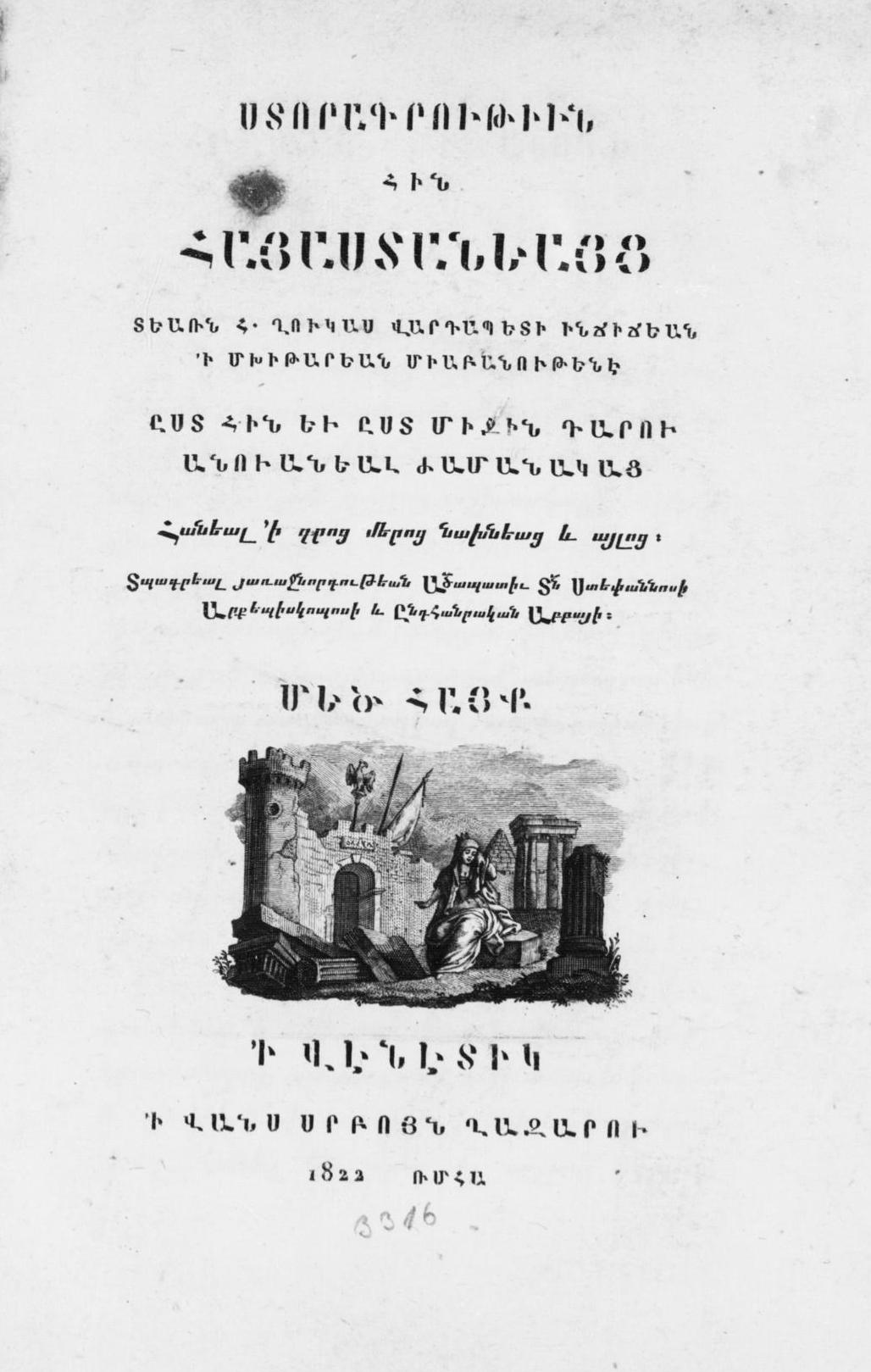
Топография древней Армении, 1822

Особенно много сделал для исторической географии Армении. Наиболее важные из его трудов были на армянском языке напечатаны в Венеции: «Топография древней Армении» (арм. Ստորագրութիւն հին Հայաստանեայց; 1822); «Древности Армении» (1835). Один из авторов коллективного труда «Географии четырех частей света — Азии, Европы, Африки и Америки». Значительные отрывки из его сочинений были переведены на французский язык академиком Броссе, например «Description de l’ancienne Géorgie...» («Nouveau Journal Asiatique», 1834, t. XIII).